# Спелерпины
Спелерпины (лат. Spelerpinae) — одно из четырёх современных подсемейств земноводных семейства безлёгочных саламандр. Известно около 40 видов распространённый в Северной Америке в Канаде и США.

## Таксономия
- подсемейство: Спелерпины
  - род: Ручьевые саламандры (Eurycea Rafinesque, 1822)
    - вид: Водная саламандра (Eurycea aquatica Rose and Bush, 1963)
    - вид: Двухлинейная саламандра (Eurycea bislineata (Green, 1818))
    - вид: Пунктирная саламандра (Eurycea junaluska Sever, Dundee, and Sullivan, 1976)
    - вид: Долгохвостая саламандра (Eurycea longicauda (Green, 1818))
    - вид: Сумеречная саламандра (Eurycea lucifuga Rafinesque, 1822)
    - вид: Многоборозчатая саламандра (Eurycea multiplicata (Cope, 1869))
    - вид: Хрупкая саламандра (Eurycea nana Bishop, 1941)
    - вид: Неотеническая саламандра (Eurycea neotenes Bishop and Wright, 1937)
    - вид: Карликовая саламандра (Eurycea quadridigitata (Holbrook, 1842))
    - вид: Прозрачная саламандра (Eurycea tridentifera Mitchell and Reddell, 1965)
    - вид: Оклахомская саламандра (Eurycea tynerensis Moore and Hughes, 1939)

  - род: Родниковые саламандры (Gyrinophilus Cope, 1869)
    - вид: Бледная саламандра (Gyrinophilus palleucus McCrady, 1954)
    - вид: Родниковая весенняя саламандра (Gyrinophilus porphyriticus (Green, 1827))

  - род: Ложные тритоны (Pseudotriton Tschudi, 1838)
    - вид: Ложный тритон (Pseudotriton montanus Baird, 1850)
    - вид: Красный тритон (Pseudotriton ruber (Sonnini de Manoncourt and Latreille, 1801))

  - род: Прибрежные саламандры (Stereochilus Cope, 1869)
    - вид: Прибрежная саламандра (Stereochilus marginatus (Hallowell, 1856))

  - род: Слепые саламандры (Typhlomolge (Stejneger, 1896))
    - вид: Техасская слепая саламандра (Typhlomolge rathbuni Stejneger, 1896)
    - вид: Коренастая слепая саламандра (Typhlomolge robusta (Longley, 1978))

  - род: Urspelerpes Camp et al., 2009
    - вид: Urspelerpes brucei Camp et al., 2009